# Volo DHL OO-DLL
L'incidente del volo DHL OO-DLL fu un incidente aereo avvenuto il 22 novembre 2003 alle ore 09:00 locali, a Baghdad, in Iraq, nel quale un aereo da trasporto della compagnia aerea cargo European Air Transport Leipzig (DHL) in fase di decollo dall'Aeroporto internazionale di Bagdad venne colpito da un missile terra-aria che danneggiò l’ala sinistra, costringendo il suo equipaggio ad un atterraggio di emergenza.
Il danno sull'ala, dovuto anche ad un incendio del combustibile contenuto nel serbatoio integrato, causò una perdita di pressione in tutti e tre i sistemi idraulici presenti sull'aereo, impossibilitando i piloti ad agire sui controlli essenziali di volo, quali il timone ed i flap. Governando l'aereo variando la potenza dei motori, l'equipaggio riuscì ad atterrare dopo 16 minuti senza conseguenze per la propria incolumità. Ciò è avvenuto nonostante i gravi danni a un'ala, la perdita totale del controllo idraulico, una velocità di atterraggio superiore al limite di sicurezza e un percorso al suolo che ha deviato dalla superficie della pista e su un terreno impreparato.
La giornalista del Paris Match Claudine Vernier-Palliez ha accompagnato un'unità Fedayyin sciolta nella loro missione di attacco contro l'aereo EAT.
Sara Daniel, una giornalista settimanale francese, ha affermato di aver ricevuto, da una fonte sconosciuta, un video che mostrava ribelli iracheni (appartenenti alla Esercito islamico dell'Iraq), a volti nascosti, mentre sparavano un missile contro l'EAT A300. Daniel stava effettuando ricerche sui gruppi di resistenza iracheni, ma ha negato di avere alcuna conoscenza specifica delle persone che hanno effettuato l'attacco, nonostante fosse presente al momento dell'attacco.
Si tratta di uno dei pochi casi in cui un aereo riuscì ad atterrare in relativa sicurezza dopo la perdita di tutti i sistemi idraulici e, di conseguenza, delle superfici di controllo direzionali. Diversi incidenti simili ebbero un esito disastroso, come nel caso del volo Japan Airlines 123 e del volo United Airlines 232.

## L'aereo
L'aereo coinvolto era un Airbus A300B4-203F di 24 anni. Ha volato per la prima volta il 18 ottobre 1979 ed è stato consegnato alla Malaysia Airlines come aereo passeggeri registrato 9M-MHB il 28 dicembre 1979. L'aereo è stato venduto a Carnival Air Lines registrato N225KW nel giugno 1995. L'aereo è stato convertito in configurazione cargo nel marzo 1999, ed è stato consegnato alla divisione belga dell'European Air Transport, sotto la quale operava come DHL, il 22 settembre 2000.

## L’equipaggio
L'equipaggio era composto da 3 persone: due belgi, il capitano Éric Gennotte di 38 anni e il primo ufficiale Steeve Michielsen di 29 anni, e uno scozzese, l'ingegnere di volo di 54 anni Mario Rofail. Il capitano aveva totalizzato 3.300 ore di volo, più della metà delle quali registrate sull'A300. Il primo ufficiale aveva 1.275 ore di esperienza di volo e l'ingegnere di volo aveva 13.400 ore di esperienza di volo.

## Il Volo

### L'Attacco missilistico
L'aereo è decollato dall'Aeroporto Internazionale di Baghdad in rotta verso l'Aeroporto Internazionale del Bahrein alle 06:30 UTC. Per ridurre l'esposizione all'attacco al suolo, l'aereo stava eseguendo una rapida Cabrata. A circa 2.400 m di altitudine, un missile terra-aria 9K34 Strela-3 (SA-14 Gremlin) colpì la parte posteriore dell'ala sinistra tra il motore e l'estremità dell'ala. La testata danneggiò le superfici del bordo d'uscita della struttura alare e provocò un incendio. Tutti e tre i sistemi idraulici hanno perso pressione e i controlli di volo sono stati disabilitati. L'aereo si inclinava rapidamente su e giù come un fugoide sulle montagne russe, oscillando tra una posizione con il muso in su e una con il muso in giù.

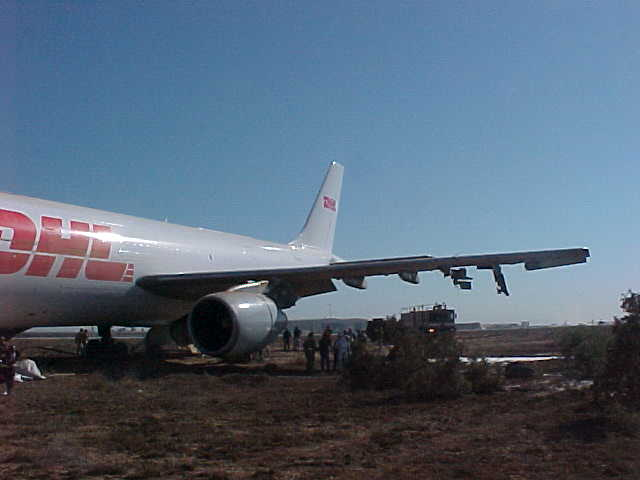
L'ala danneggiata

Come nel caso del disastro del Volo United Airlines 232 del 1989 negli Stati Uniti, il Capitano Genotte poteva usare solo la spinta per modificare il beccheggio, la velocità e l'altitudine e variare le manette in modo asimmetrico per controllare l'imbardata e virare l'aereo. L'ingegnere di volo Mario Rofail ha eseguito una caduta per gravità per estendere il carrello di atterraggio, una procedura normalmente eseguita con la potenza idraulica. Il dispiegamento anticipato dell'attrezzatura è stato fondamentale per un risultato sicuro perché una maggiore resistenza ha contribuito a ridurre la velocità e a stabilizzare l'aereo.
In circa 10 minuti di sperimentazione, l'equipaggio ha imparato a gestire curve, salite e discese. Dopo una traiettoria tortuosa, hanno svoltato a destra e hanno iniziato un percorso di discesa verso l'aeroporto internazionale di Baghdad.

### Avvicinamento e atterraggio d'emergenza
A causa dei danni all'ala sinistra e della perdita di carburante, Rofail ha dovuto monitorare da vicino il motore; se il flusso di carburante fosse perso dal lato sinistro, dovrebbe alimentare il carburante da un serbatoio destro per mantenere la spinta. La sopravvivenza dipendeva dal controllo accurato della potenza di ciascun motore a reazione.

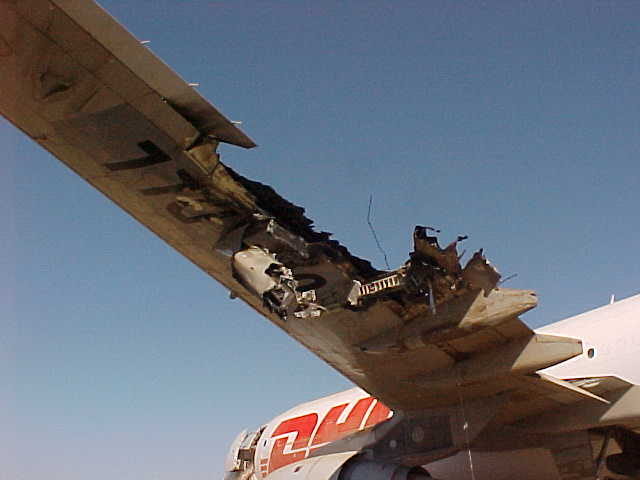
I danni all'ala visti nel dettaglio

Genotte e Michielsen si prepararono per un avvicinamento finale alla pista 33R. L'aereo è andato alla deriva a destra della rotta prevista, quindi Genotte ha scelto la pista più corta 33L. La visibilità era eccellente ed i piloti sono riusciti ad effettuare una discesa controllata. Sapevano, controintuitivamente, che non potevano ridurre le manette prima dell'atterraggio senza rischiare che il muso o un'ala si schiantassero al suolo.
A circa 400 piedi (120 m) dal suolo, la turbolenza sconvolse l'equilibrio dell'aereo e l'ala destra si abbassò. Con le regolazioni della spinta, il rollio è stato controllato, ma l'aereo è atterrato fuori dalla linea centrale della pista. Rofail ha immediatamente utilizzato la spinta inversa completa, ma l'aereo ha virato fuori dalla pista asfaltata. L'aereo ha attraversato un terreno accidentato e soffice, sollevando un pennacchio di sabbia e trascinando una barriera di filo spinato, e si è fermato dopo circa 3.300 piedi (1.000 m).

## Encomi e Conseguenze
La Honorable Company of Air Pilots ha onorato congiuntamente tutti e tre i membri dell'equipaggio con il suo Hugh Gordon-Burge Memorial Award. Questo premio viene assegnato all'equipaggio di volo le cui azioni hanno contribuito in modo eccezionale a salvare il proprio aereo o i propri passeggeri o hanno dato un contributo significativo alla futura sicurezza aerea. Il premio annuale viene assegnato solo se la candidatura è ritenuta di significativo merito.
Il premio FSF Professionalism Award in Flight Safety della Flight Safety Foundation è stato assegnato ai membri dell'equipaggio per le loro "straordinarie capacità di pilotaggio nel far volare il loro aereo verso un atterraggio sicuro dopo un attacco missilistico successivo al decollo da Baghdad, Iraq".
Nel maggio 2006, il capitano Éric Genotte, insieme ad Armand Jacob, un pilota collaudatore sperimentale dell'Airbus, ha tenuto una presentazione alla filiale di Tolosa della Royal Aeronautical Society dal titolo "Landing an A300 Successfully Without Flight Controls".
Oltre ai gravi danni alle ali e al carrello d'atterraggio, entrambi i motori a reazione subirono danni rovinosi dovuti all'ingestione di detriti. Nel novembre 2004 l'aereo fu riparato e reimmatricolato come N1452, quindi messo in vendita, ma rimase invenduto. La registrazione N1452 è scaduta nel 2017. I'aereo ormai vecchio non ha più volato e da allora è rimasto parcheggiato.
Dopo l'incidente l'aereo, seriamente danneggiato, è stato dismesso; i resti si trovano all'aeroporto di Baghdad.

## Il volo DHL OO-DLL nei media
L'incidente del volo DHL OO-DLL è stato analizzato nell'episodio DHL A300 - Attentato a Baghdad della terza stagione del documentario Indagini ad alta quota trasmesso da National Geographic Channel.